# Hala Przemysłu Ciężkiego MTP
Hala Przemysłu Ciężkiego (pawilon nr 2) – hala wystawiennicza Międzynarodowych Targów Poznańskich zlokalizowana przy ul. Głogowskiej 16, naprzeciw Dworca Zachodniego, a w sąsiedztwie budynku administracyjnego i hali nr 1.

## Charakterystyka
Obiekt o cechach architektury klasycznej (z elementami polskiego art déco) ukończono w 1928, jako jeden z pierwszych na Powszechną Wystawę Krajową w 1929. Kosztował ponad 862 tysiące ówczesnych złotych. Projektantem był Roger Sławski. Hala ma formę żelbetowej bazyliki i kształt prostokątny. Pierwotnie zastosowano tu zupełnie nowatorski sposób nakrycia budynku (rozpiętość przęseł wynosiła 24 metry). Osiągnięto to w wyniku użycia pionierskiej trójprzegubowej ramy rozpierającej, na której osadzono dwuspadowy dach nawy głównej. Hala była bogato zdobiona detalami w stylu art déco, w tym m.in. podświetlanymi, szklanymi pseudokapitelami. Na elewacji szczytowej umieszczono rzeźby Jana Golińskiego (personifikacje przemysłu).
Budynek poważnie ucierpiał w czasie II wojny światowej. W 1947 został odbudowany przez Stanisława Kirkina i Lucjana Ballenstedta z bardzo poważnymi zmianami – m.in. praktycznie wyeliminowano cały detal plastyczny. Zastosowano za to nowe odważne rozwiązanie dachowe w postaci wypukło-wklęsłej kolebki nad nawą główną.
W 2014 gościła II Powszechną Wystawę Krajową „Konkurencyjna Polska” .
W 2021 w hali otwarto Muzeum Motoryzacji w Poznaniu.